# Первый (разведывательный) отдел
Первый (разведывательный) отдел — структурное подразделение центрального аппарата и территориальных органов госбезопасности СССР, занимавшееся внешней разведкой, до выделения в октябре 1991 года ПГУ из структуры КГБ CCCP и создания автономной Центральной службы разведки СССР.
- Первое главное управление КГБ СССР (внешней разведки) — в центральном аппарате КГБ СССР.
- Первое (разведывательное) управление — в центральных аппаратах республиканских комитетов госбезопасности союзных республик.
- Первый (разведывательный) отдел — в иных территориальных органах госбезопасности на территории СССР (в краевых и областных управлениях КГБ).
- Первый (разведывательный) отдел — в официальных представительствах КГБ СССР в соцстранах и на Кубе.
- Первое (разведывательное) отделение — в райотделах КГБ.

Иные значения термина «первый отдел» в структуре разведывательных органов:
- Первый (географический) отдел в центральном аппарате ПГУ — США и Канада
- Первый отдел в управлении «С» ПГУ КГБ СССР — руководство «нелегалами».